# Betriebssicherungsdienst
Der Betriebssicherungsdienst war eine Aufbauorganisation innerhalb der Deutschen Bundespost und für die Sicherheit des Betriebes zuständig.
Er sollte insbesondere verhindern, dass Betriebseinrichtungen beschädigt oder sabotiert werden oder das Postgut (Briefe, Pakete usw.) von Mitarbeitern oder von fremden Personen entwendet wurde. Beamtete Angehörige des Betriebssicherungsdienstes waren in den meisten Bundesländern Hilfsbeamte der Staatsanwaltschaft (z. B. Nordrhein-Westfalen, Bayern, Baden-Württemberg). 
Die Beamten führten zu ihrer Amtsbezeichnung den Zusatz „im Betriebssicherungsdienst“ (z. B. Postsekretär im Betriebssicherungsdienst). 
Der Betriebssicherungsdienst wurde mit der Privatisierung aufgelöst, entsprechende Abteilungen mit diesen Aufgaben bestehen aber bei den Nachfolgeunternehmen weiterhin fort; deren Beschäftigte sind jedoch keine Hilfsbeamte (heutige Bezeichnung: Ermittlungspersonen der Staatsanwaltschaft) mehr.